# Víctor Fernández
Víctor Fernández, (ur. 28 listopada 1960) – hiszpański trener i piłkarz. W 1995 roku prowadząc Real Saragossa zdobył Puchar Zdobywców Pucharów, zaś 12 grudnia 2004 roku jako trener FC Porto wygrał Puchar Interkontynentalny.
W styczniu 2005 roku został zwolniony z Porto z powodu złych wyników (dopiero 3. miejsce w tabeli). Zastąpił go José Couceiro.
W czerwcu 2006 roku powrócił w rodzinne strony by ponownie poprowadzić Real Saragossa. W 2008 roku po zremisowanym 2-2 spotkaniu z  Mallorką został zwolniony.

## Sukcesy
Real Saragossa
- Puchar Króla: 1993/94
- Puchar Zdobywców Pucharów: 1994/95

Celta Vigo
- Puchar Intertoto: 2000

FC Porto
- Supertaça Cândido de Oliveira: 2004
- Puchar Interkontynentalny: 2004